# Burkat
Burkat [ˈburkat] (deutsch Borchersdorf) ist eine Ortschaft der Gmina Działdowo (Landgemeinde Soldau) im  Powiat Działdowski (Kreis Soldau) der polnischen Woiwodschaft Ermland-Masuren.

## Geographische Lage
Burkat liegt im ehemaligen Ostpreußen, 21 Kilometer südwestlich der früheren Kreisstadt Neidenburg (polnisch Nidzica) und fünf Kilometer nordwestlich der heutigen Kreismetropole Działdowo (deutsch Soldau i. Ostpr.), sowie 62 Kilometer südlich der Woiwodschaftshauptstadt Olsztyn (Allenstein).

## Geschichte

### Ortsgeschichte

Borchersdorf (Borchersdf.) nordwestlich von Soldau auf einer Landkarte von 1910

Die erste urkundliche Erwähnung von Borchersdorf erfolgte 1350 als Borchardis, danach als Borchertsdorf. Nach 1785 wird Borchersdorf als ein königliches Bauerndorf mit einer Kirche und 27 Feuerstellen (Haushaltungen) bezeichnet, das zum Domänenamt Soldau gehört.
Am 28. Mai 1874 wurde Borchersdorf ein Amtsdorf und damit namensgebend für einen Amtsbezirk im Kreis Neidenburg im Regierungsbezirk Königsberg (nach 1905: Regierungsbezirk Allenstein) der preußischen Provinz Ostpreußen.
Nach dem Ersten Weltkrieg musste Borchersdorf aufgrund der Bestimmungen des Versailler Vertrags von 1919 zum Zweck der Einrichtung des Polnischen Korridors ohne Volksabstimmung an Polen abgetreten werden. Die Region Soldauer Gebiet kam am 10. Januar 1920 zu Polen, darunter nun eben auch Borchersdorf und mit ihm die Orte des Amtsbezirks. 1931 zählte das in „Burkat“ umbenannte Borchersdorf  528 Einwohner. Am 1. August 1934 wurden sie (mit anderen) in die neugebildete Landgemeinde Filice einbezogen. Sie wurde am 26. Oktober 1939 in „Fylitz“ rückbenannt. Als Folge des Überfalls auf Polen 1939 kamen Borchersdorf und die übrigen Dörfer  völkerrechtswidrig zum Reichsgebiet, kamen am 1. April 1940 zum Amtsbezirk Tauersee (polnisch Turza Wielka) und wurden wieder dem Kreis Neidenburg zugeordnet.
Gegen Ende des Zweiten Weltkriegs wurde Borchersdorf im Januar 1945 von der Roten Armee besetzt. Im Sommer 1945 wurde es innerhalb der gesamten südlichen Hälfte Ostpreußens von der sowjetischen Besatzungsmacht unter polnische Verwaltung gestellt. Die Polen führten dann für Borchersdorf die Ortsbezeichnung Burkat wieder ein. Soweit deutsche Bewohner nicht geflohen waren, wurden sie in der Folgezeit von der örtlichen polnischen Verwaltungsbehörde aus Borchersdorf vertrieben.
Das Dorf ist heute mit dem Sitz eines Schulzenamts (polnisch Sołectwo) eine Ortschaft im Verbund der Gmina Działdowo (Landgemeinde Soldau) im Powiat Działdowski (Kreis Soldau), bis 1998 der Woiwodschaft Ciechanów, seither der Woiwodschaft Ermland-Masuren zugehörig.

### Bevölkerungsentwicklung
bis 1945
| Jahr | Einwohner |  |
| ---- | --------- |  |
| 1816 | 189       |  |
| 1852 | 297       |  |
| 1858 | 319       |  |
| 1905 | 551       |  |
| 1910 | 575       |  |
| 1931 | 528       |  |

seit 1945
| Jahr | Einwohner |  |
| ---- | --------- |  |
| 2007 | 400       |  |
| 2011 | 445       |  |

### Amtsbezirk Borchersdorf (1874–1920)
Zu dem 1874 errichteten Amtsbezirk Borchersdorf im Kreis Neidenburg gehörten neben Borchersdorf die Orte:
| Deutscher Name | Polnischer Name |  | Deutscher Name | Polnischer Name |
| -------------- | --------------- |  | -------------- | --------------- |
| Fylitz         | Filice          |  | Niostoy        | Niestoja        |
| Hohendorf      | Wysoka          |  | Pierlawken     | Pierławki       |
| Klenzkau       | Klęczkowo       |  | Skurpien       | Skurpie         |

Zusammen mit dem Amtsbezirk Usdau (polnisch Uzdowo) kam der Amtsbezirk am 1. Januar 1920 zu Polen.

## Kirche

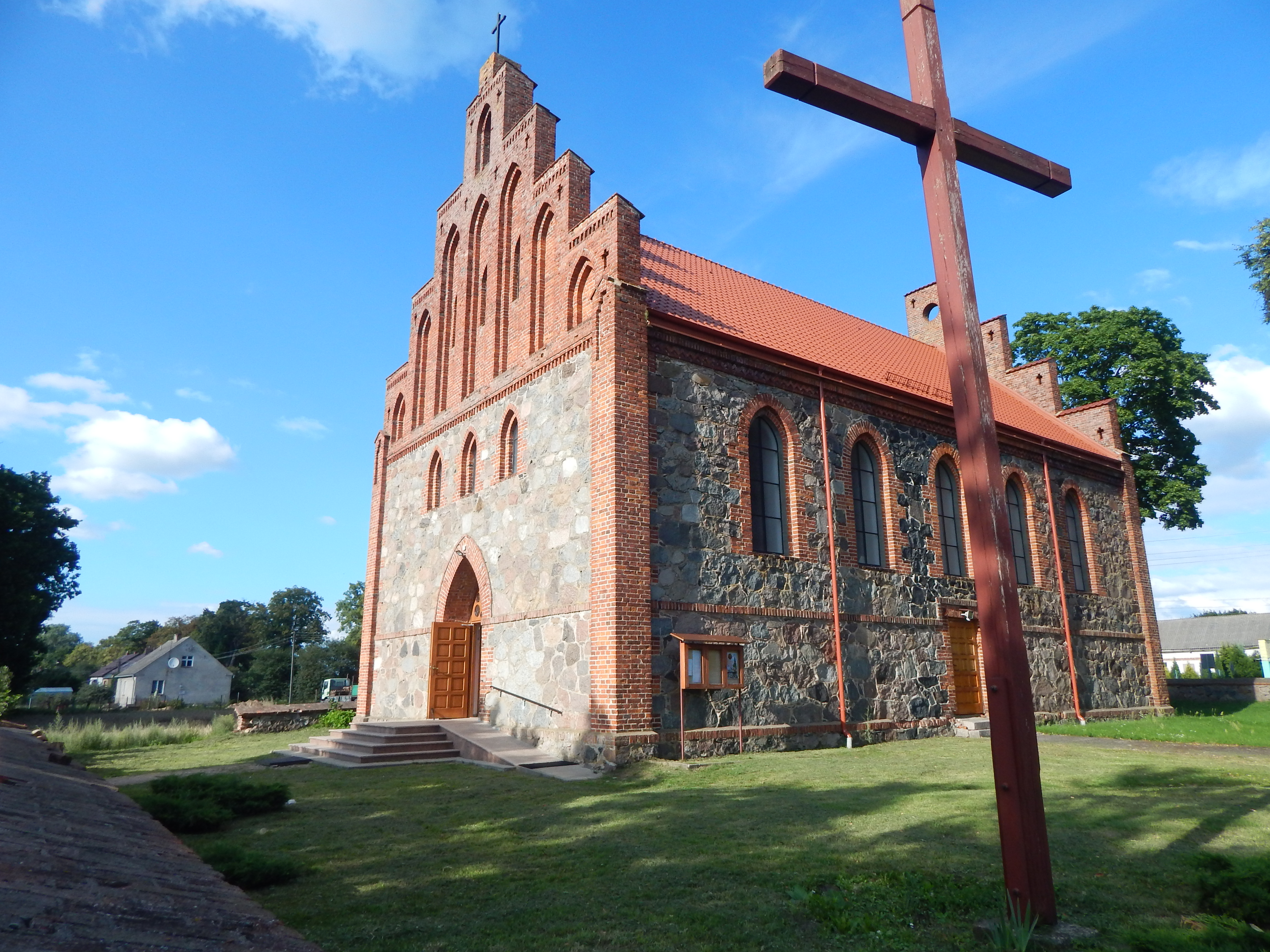
Kirche Burkat

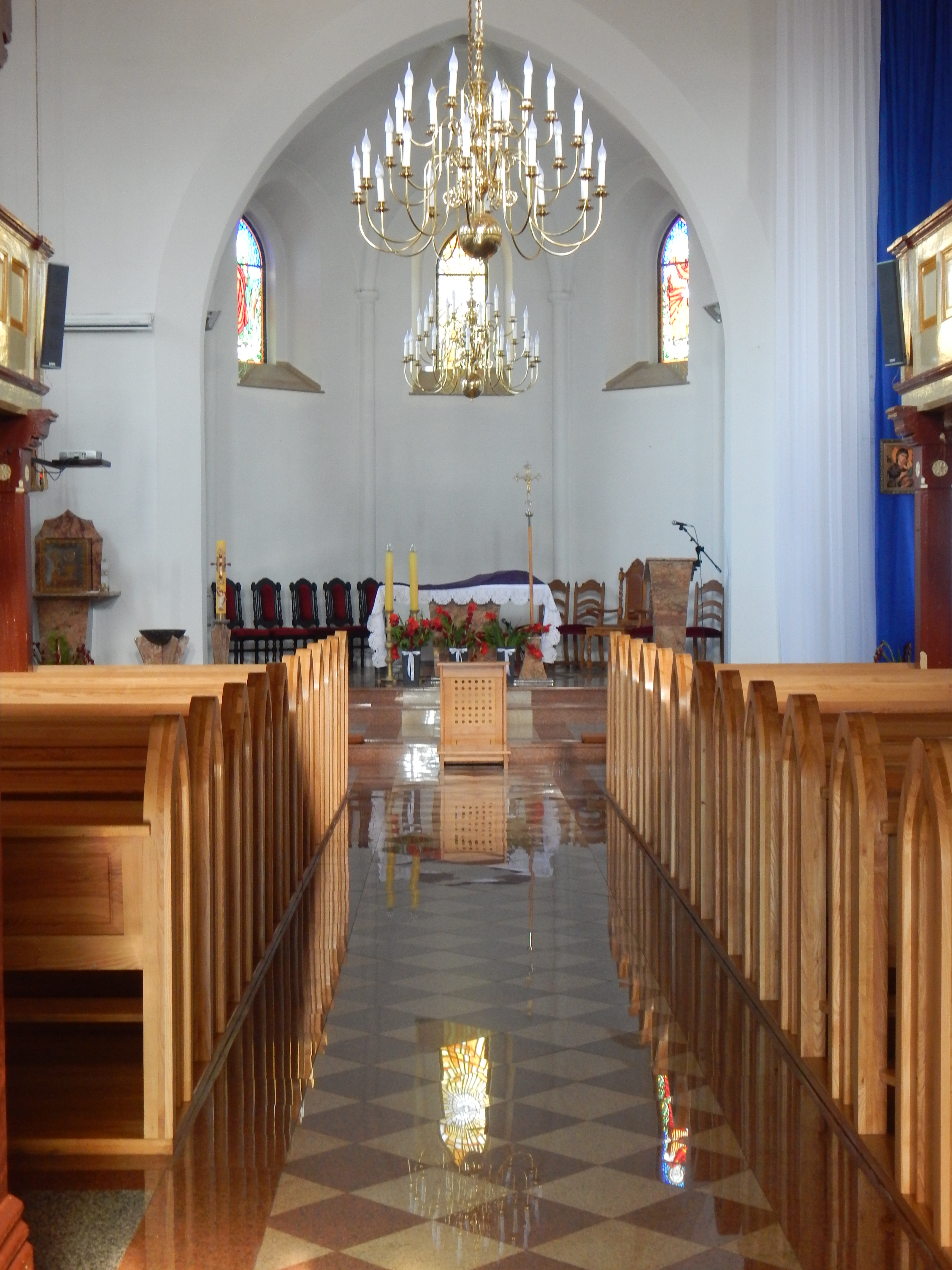
Innenansicht Kirche Burkat

### Kirchengebäude
Die heutige Kirche in Burkat stammt aus den Jahren 1854 bis 1856. Es handelt sich um  einen unverputzten und turmlosen Feldsteinbau mit Ziegelfüllung. Die beiden Staffelgiebel tragen Türmchen.
Die Kirchenausstattung ist in neugotischem Stil gehalten. Den Altar schmückte ein Gemälde des Christus am Ölberg. Die Orgel von 1858 entstammte der Orgelwerkstatt Rohn in Wormditt (polnisch Orneta).
Bis 2005 war die Kirche ein evangelisches Gotteshaus. Jetzt ist sie im Eigentum der römisch-katholischen Kirche und – nachdem sie zunächst Mariä Geburt und der Hl. Dreifaltigkeit gewidmet war – seit 2013 dem Schutzpatron Hl. Johannes Paul II. unterstellt.

### Kirchengemeinde
Die Gründung einer Kirche in Borchersdorf lag in vorreformatorischer Zeit. Zu Beginn der 16. Jahrhunderts setzte sich hier die Reformation durch.

#### Evangelisch
Seit der Reformationszeit amtierten an der Borchersdorfer Kirche evangelische Prediger, lediglich unterbrochen in der Zeit von 1823 bis 1888, als von Soldau (polnisch Działdowo) aus die Betreuung der Gemeinde vorgenommen wurde. Sie gehörte zur Kirchenprovinz Ostpreußen der Kirche der Altpreußischen Union, deren Kirchenkreis Neidenburg (polnisch Nidzica) sie zugehörte, bis 1910 ein eigener Kirchenkreis Soldau errichtet wurde.
Als aufgrund des Versailler Vertrages von 1919 das Soldauer Gebiet an Polen abgetreten werden musste, entstand die Diözese Działdowo in der Unierten Evangelischen Kirche in Polen, zu der nach nun „Burkat“ genannte Kirchspiel gehörte. Nach kurzer Übergangszeit zwischen 1940 und 1945 wurde der Ort schließlich in die Evangelisch-Augsburgische Kirche in Polen übernommen. Die zuständige Gemeinde ist die der Erlöserkirche der Stadt Działdowo, die zu deren Diözese Masuren gehört.

#### Römisch-katholisch
In vorpolnischer Zeit lebten relativ wenige römisch-katholische Kirchenglieder in Borchersdorf. Sie waren in die Pfarrei in Soldau eingegliedert. Das änderte sich in der ersten Hälfte des 20. Jahrhunderts nun aber auch in Borchersdorf unter der polnischen Bezeichnung „Burkat“, als die Zahl der Katholiken anstieg und die evangelischen Kirchenmitglieder eine Minderheit wurden. So konnte in Burkat zunächst eine Filialgemeinde von Działdowo errichtet werden, die aber am 1. August 2013 zur eigenständigen Pfarrei erhoben wurde. Sie untersteht dem Dekanat Działdowo in der Region Brodnica (Strasburg) im Bistum Toruń (Thorn).

## Schule
Eine Schule gab es in Borchersdorf wahrscheinlich schon vor 1712. In ihr sollen damals etwa 30 Kinder unterrichtete worden sein. 1864 wurde das Gebäude abgerissen und durch eine neue einklassiges Schule ersetzt. 1914 kam ein zweiter Klassenraum hinzu.

## Verkehr

### Straße
Burkat liegt nur wenige Kilometer von der Kreisstadt Działdowo (Soldau) entfernt an der verkehrsreichen Woiwodschaftsstraße 542, die sich nahezu durch den gesamten Powiat Działdowski sowie die Gmina Działdowo zieht bis hin zum Powiat Ostródzki (Kreis Osterode in Ostpreußen). Nebenstraßen verbinden das Dorf außerdem mit den Nachbarorten.

### Schienen
Seit 1890 gibt es an der heutigen Bahnstrecke Danzig–Warschau die Bahnstation „Borchersdorf“, die zwischen 1920 und 1939 „Burkat“ hieß und seit 1945 wieder heißt. Die Bahnstrecke ist die Linie 9 der Polnischen Staatsbahn (PKP) und wird in elektrischem Betrieb zweigleisig befahren.

## Persönlichkeit
- John von Collas (auch: Johann von Collas, 1678–1753), aus hugenottischer Familie stammender preußischer Gelehrter und Baumeister, war von 1724 bis 1753 Grundeigentümer in Borchersdorf